# Andalusiet
Het mineraal andalusiet is een aluminium-silicaat met de chemische formule Al2SiO5. Het behoort tot de groep van de nesosilicaten.

## Eigenschappen
Het donkergroene, grijze, bruine of rode mineraal heeft een duidelijke splijting volgens kristalvlak [110] en een slechte splijting volgens [010], een witte streepkleur en een glasglans. Het kristalstelsel is orthorombisch, de gemiddelde dichtheid is 3,15 en de hardheid is 6,5 tot 7. Andalusiet is noch magnetisch, noch radioactief.
De variëteit chiastoliet bevat gewoonlijk donkere insluitsels van koolstof of kleimineralen die een X of een kruis vormen.

## Naam
Andalusiet is genoemd naar het gebied waar het het eerst beschreven werd, Andalusië, Spanje in 1789. De naam van de variëteit chiastoliet is afgeleid van de Griekse letter chi, die in de vorm van een "kruis" geschreven wordt.

## Voorkomen
Andalusiet is een zeer veelvoorkomend mineraal als onderdeel van vele gesteenten. Het komt onder andere voor in gemetamorfoseerde sedimentaire gesteenten. Het is ook, samen met de andere aluminiumsilicaten sillimaniet en kyaniet een indicatief mineraal voor de diepte en temperatuur waarbij een gesteente metamorfose ondergaan heeft. Andalusiet is gewoonlijk stabiel bij temperaturen beneden de 500 °Celsius en bij drukken lager dan 0,3 GPa (gigaPascal). De druk en temperatuur zijn gerelateerd waardoor bij hoge temperatuur (800 °C) een lagere druk (0,1 GPa) nodig is om uit andalusiet sillimaniet te vormen. Bij temperaturen beneden 600 °C en drukken hoger dan 0,3 GPa wordt juist kyaniet uit andalusiet gevormd.
Andalusiet komt voor in de zandfractie van Nederlandse Kwartaire riviersedimenten. In de zware-mineraalanalyse zoals dat in Nederland bij de Rijks Geologische Dienst gedurende de tweede helft van de twintigste eeuw plaatsvond, wordt het mineraal ingedeeld bij de zogenoemde stabiele groep.